# Arthur Gustav Kulenkamp

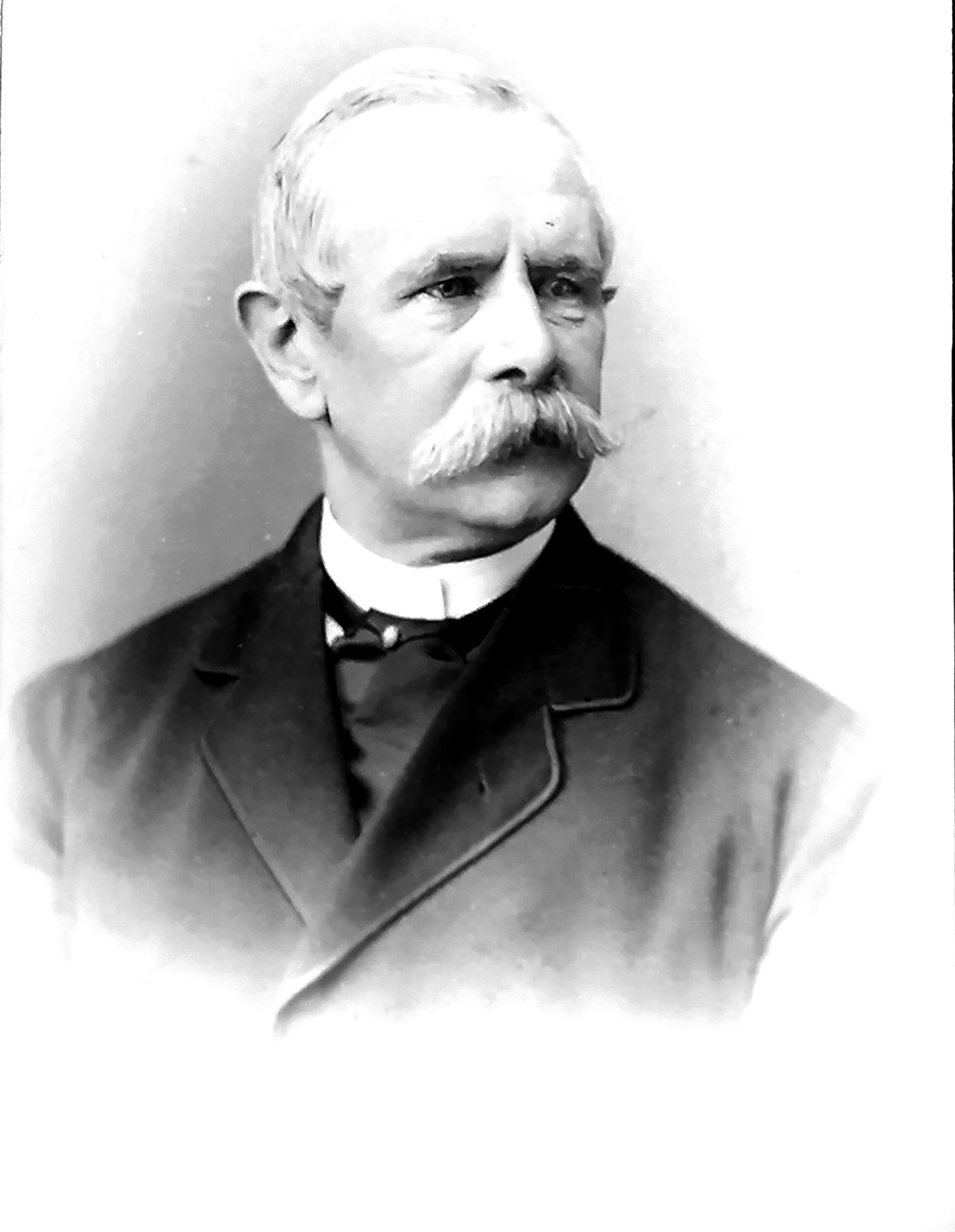
Gustav Kulenkamp

Lübecker Bürgergarde nach 1861

Arthur Gustav Kulenkamp (* 26. Dezember 1827 in Lübeck; † 16. April 1895 in Montreux) war ein deutscher Jurist und Politiker. Er war Senator und Bürgermeister der Hansestadt Lübeck.

## Leben

### Herkunft
Er war ein Sohn des Kaufmanns und preußischen Konsuls in Lübeck Eduard Gottlieb Kulenkamp und seiner Frau Dina Emilie, geb. Platzmann, Tochter des Kaufmanns Conrad Platzmann.

### Laufbahn
Kulenkamp besuchte das Katharineum zu Lübeck bis zum Abitur Ostern 1848 und studierte ab 1849 Rechtswissenschaft an der Ruprecht-Karls-Universität Heidelberg. 1849 wurde er im Corps Vandalia Heidelberg aktiv. Als Inaktiver wechselte er an die Georg-August-Universität Göttingen.
Er  promovierte zum Dr. iur. und war ab 1852 Advokat und Notar in Lübeck. 1858 wurde er Prokurator am Oberappellationsgericht. Die Lübecker Bürgergarde ernannte ihn 1862 zum Oberstleutnant. Ohne zuvor der Bürgerschaft angehört zu haben, wurde er 1869 in den Senat gewählt.
Er hatte
- 1875 den Vorsitz im Stadt- und Landamt
- 1875–80 und 1883–84 den Vorsitz im Oberschulkollegium
- 1891–92 und 1895 in der Baudeputation.

Kulenkamp war 1870 bis 1895 Obervorsteher, ab 1879 Präses des Heiligen-Geist-Hospitals. Er diente seiner Stadt als Ständiger Senatskommissar und zwischen 1881 und 1894 viermal als Bürgermeister. 
Kulenkamp erhielt ein Ehrengrab auf dem Burgtorfriedhof in Lübeck.

### Familie
Der Jurist und Politiker Eugen Emil Arthur Kulenkamp und der Rechtsanwalt Eduard Kulenkamp waren seine Söhne.